# Château de Thynière
Le château de Thynière est un ancien château fort du Xe siècle qui se situe sur la commune française de Beaulieu, dans le département du Cantal, en région Auvergne-Rhône-Alpes.

## Historique
Au Xe siècle, un membre de la famille de La Tour-d'Auvergne s'allie à l'héritière du seigneur local ; il s'installe à Thynière dont il prend le nom et le titre. Il y trouve ou bâtit un château.
En 1180, un membre de la famille de Cros (issue elle-même des La Tour) épouse l’héritière de la branche aînée des Thynière. Un cadet de Thynière s'installe au château de Val vers la fin du XIIe siècle ; le château de Thynière est rebâti.
En 1250, le château de Thynière passe aux mains de la famille de La Tour-d'Auvergne qui le conserve jusqu'à ce que Catherine de Médicis (fille de Madeleine de La Tour-d'Auvergne) le vende à François de Chabannes, Marquis de Curton, en 1583. 
François de Chabannes cède le château en 1777 à Dubois de Saint-Étienne, qui le conservera jusqu'à la Révolution.
La baronnie de Thynière atteint son apogée au XIIIe siècle. Elle comprend alors une bonne partie de l'Artense et, en Limousin, la région située entre Bort, Port-Dieu et Ussel. Sa juridiction s'étend en appel sur toutes les juridictions locales.
En 1373, au cours de la guerre de cent ans, il est probablement pris et occupé par les anglais. En 1456, un capitaine y réside encore. Par la suite inoccupé, il tombe rapidement en ruine à la fin du XVe siècle. La tradition veut qu'il ait communiqué avec le Limousin par un souterrain sous la Dordogne. On repère des restes de galeries de mines très anciennes.

## Toponymie
Thynière (Tineria en 1770) serait probablement d'origine pré-Celtique. Dérivé de Tin qui signifie colline et de Ara qui signifie eau courante.

## Description
De nos jours, il ne reste que des ruines du château, cristallisées. Elles sont visitables, elles offrent un imprenable point de vue sur le lac de Bort-les-Orgues et le château de Val.

## Pour approfondir